# رامون گرائو
دکتر رامون گرائو سَن مارتین (۱۳ سپتامبر ۱۸۸۱، پالما، استان پینار دل ریو اسپانیایی کوبا – ۲۸ ژوئیه ۱۹۶۹ هاواناهای کوبا) یک پزشک کوبایی بود و همچنین در سال‌های (۱۹۳۳–۱۹۳۴ و ۱۹۴۴–۱۹۴۸) رئیس‌جمهور کوبا بود. او آخرین رئیس‌جمهور به غیر از رئیس‌جمهور یک روزه کارلوس مانوئل پیدرا بود که در طول حکومت اسپانیا متولد شده است. به انگلیسی گاهی اوقات به ریموند گرائو سَن مارتین نامیده می‌شود.